# Введение

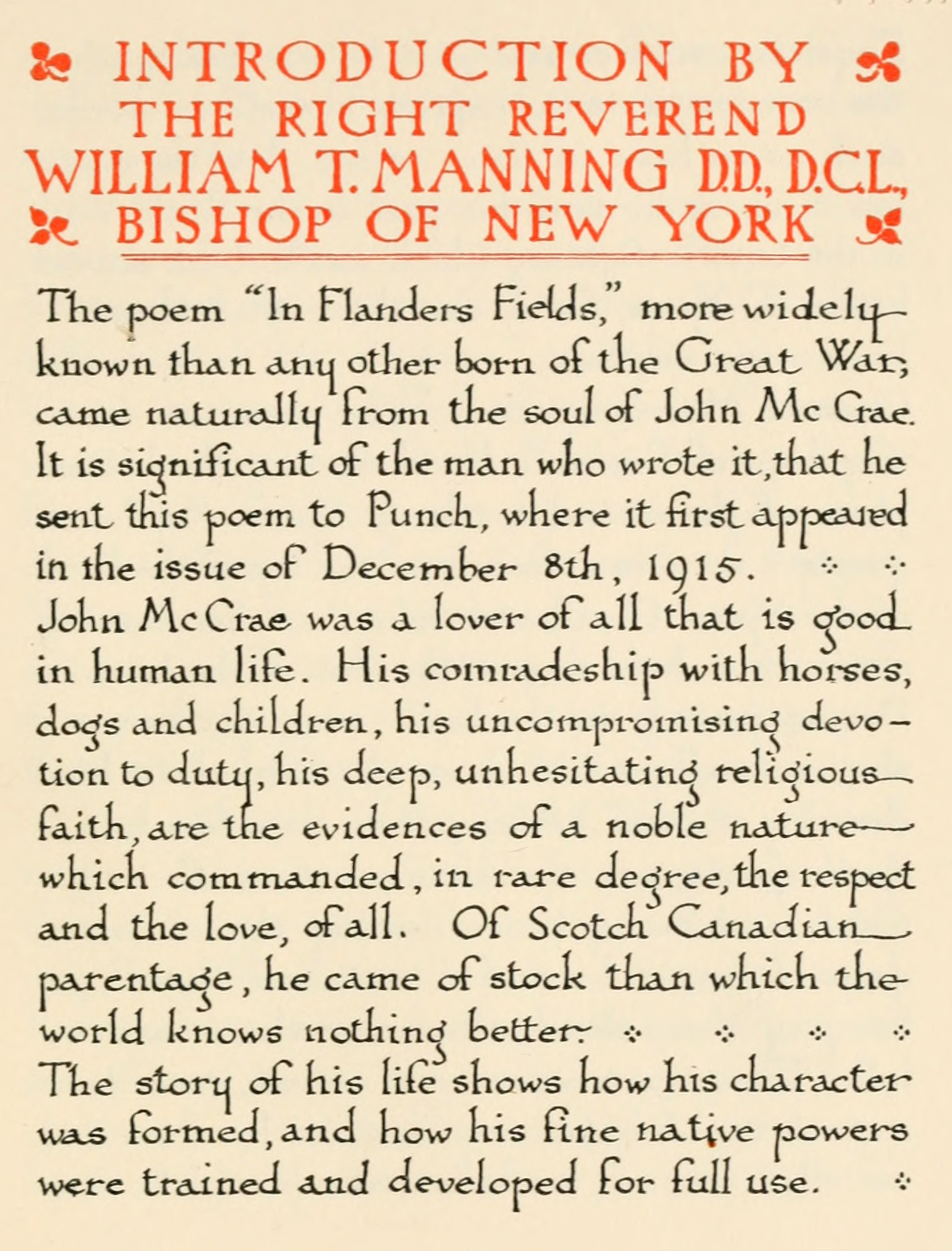
Первая страница книги, включающей стих «На полях Фландрии», 1921 г.

Введение — в собственном смысле — предварительные сообщения общего характера, предпосылаемые произведению, обычно научного характера, с целью ввести читателя в курс предмета.
Введение в этом случае не связано непосредственно с сюжетом произведения и может иметь самостоятельное значение — например, введение к «Опыту о нравах» («Essais de mœurs») Вольтера, напечатанное также самостоятельно под заглавием «Философия истории». В художественной литературе введением называется ввод в основное действие, та предварительная часть, где автор устанавливает намерения и характер персонажей, указывает побочные обстоятельства, определяющие действие. По словам Вольтера, во введении, как в зародыше, должна содержаться развязка. В древнегреческой трагедии (например у Эсхила), когда хор играл важную роль, введение давалось хороначальником. Позже введение помещалось перед выходом хора в предварительной сцене, так называемом прологе. В дальнейшем развитии введение сделалось органической частью произведения, непосредственно входящей в его состав. В театральных произведениях целям введение служит афиша, указывающая время и место действия, а также имена и взаимоотношения действующих лиц в пьесе.
В праве вводная или вступительная часть законодательного или иного правового акта называется преамбулой.